# Кућа Јована Рајића у Малом Лаолу
Кућа Јована Рајића у Малом Лаолу, месту у општини Петровац на Млави, подигнута је у другој половини 19. века, по наруџбини Животе Рајића. Кућа је почетком 21. века срушена због старости и неодржавања.
Као вредан пример народног градитељства представља непокретно културно добро као споменик културе.

## Положај и изглед
Кућа је била саграђена на благо нагнутом терену, на највишој тачки ограђеног дворишта и у односу на сокак је повучена ка унутрашњости дворишта, у коме се налазе и зидани економски објекти.
Својим пуним обимом у облику правилног правоугаоника димензија 12 х 8м, кућа лежи на масивним храстовим гредама-темељачама, које су преко круне темеља израђених од необрађеног камена са везивом од кречног и блатног малтера, положене у суво. Кућа припада типу „талпара“ са конструктивним системом изведеним у виду бондрука. Носећи дрвени стубови, који чине основне конструктивне елементе куће, учепљени су у темељаче и заједно са њима и венчаницама представљају једну врсту скелтног система. Зидна испуна између стубова израђена је од струганих храстових талпи, уједначених димензија и квалитета обраде. Кровна конструкција је дрвена, кров је четвороводан, кровне равни су благог нагиба, а кровни покривач је ћерамида. 
У смислу функционалне организације простора, овај објекат припада развијеном типу „богате“ куће народног градитељства из друге половине 19. века. Састоји се од централно постављеног простора тзв. „куће“ са подом изведеним од опеке и две у односу на кућу симетрично постављене собе са подовима од набијене земље. На преградним зидовима који се налазе између простора „куће“ и соба, један преко пута другог, изведени су отворено огњиште и зидана пећ. Испред централног простора „куће“, у њеној пуној ширини, изведен је трем поплочан опеком. Са трема се улази и у помоћну просторију – „ћилер“ која је у продужетку собе постављена тако да својом дужом страном затвара трем. Прецизна и на одређен начин рафинирано изведена обрада за то доба, као и укупно остварен висок квалитет изведених радова, говори о томе да су градитељи који су зидали куће, познати као „Бугари“, били врсни мајстори свога заната.
Када је саграђена, ова кућа је представљала огледало добростојећег српског сеоског домаћинства. Данас, услед нестручно изведених интервенција и непланског презиђивања на „модеран“ начин, изведеног савременим материјалима, изворна архитектура и ликовно обликовна својства куће Јована Рајића су у потпуности девастиране. Стога, ради спречавања даље девастације и истовремено у циљу очувања овог вредног примера народног градитељства, кући је неопходно вратити изворне архитектонске вредности и споменичка својства која је поседовала у свом аутентичном облику.